# Озтунали, Левин
Левин Мете Озтунали (нем. Levin Mete Öztunalı; род. 15 марта 1996, Гамбург) — немецкий футболист, полузащитник клуба «Гамбург».

## Клубная карьера
Левин начинал свою карьеру в скромном «Айнтрахте» из Нордерштедта. В 2006 году он перешёл в юниорскую команду «Гамбурга». В 2013 году Левин стал игроком клуба «Байер 04». Его дебют в высшем немецком дивизионе состоялся 10 августа 2013 года в матче против «Фрайбурга». Всего в сезоне 2013/14 Левин провёл пять матчей за «Байер 04», также выступал за вторую команду клуба. В начале 2015 года Озтунали был отдан в аренду на полтора года бременскому «Вердеру».
25 августа 2016 года клуб Байер 04 продал Левина Озтунали в клуб «Майнц 05». В первом сезоне Левин отыграл 30 матчей и забил 5 голов за свой новый клуб.

## Карьера в сборной
Левин выступал за различные юношеские и молодёжную сборную Германии (до 21 года).
В составе сборной до 19 лет стал победителем юношеского чемпионата Европы 2014.

## Личная жизнь
Его отец — турок, а мать — немка, дочь футболиста Уве Зеелера.